# Eleições estaduais no Tocantins em 1988
As eleições estaduais no Tocantins em 1988 ocorreram em 15 de novembro, dia das eleições municipais realizadas em 24 estados e nos territórios federais do Amapá e Roraima. Foram eleitos o governador Siqueira Campos, o vice-governador Darci Coelho, os senadores Moisés Abrão, Carlos Patrocínio e Antônio Luiz Maia, oito deputados federais e vinte e quatro estaduais sob a égide da nova Constituição que fixou os limites territoriais do estado, a respectiva estrutura administrativa e as regras para as eleições. Os votos foram totalizados em Goiânia e a posse do governador, vice-governador e deputados estaduais eleitos teve lugar no Ginásio Costa Júnior em Miracema do Tocantins e os demais parlamentares foram empossados no Congresso Nacional.
Desde a Independência do Brasil o estado do Tocantins buscava a emancipação política, mas as condições para tal só ganharam relevo ante os conflitos fundiários na região do Bico do Papagaio e foram agravadas pelo combate travado nos anos 1960 e 1970 pela Guerrilha do Araguaia contra o Regime Militar de 1964. Na Nova República o Congresso Nacional aprovou duas propostas de criação do estado do Tocantins, uma de Siqueira Campos e outra do senador Benedito Ferreira (PDS-GO) que, no entanto, acabariam vetadas pelo presidente José Sarney em abril e dezembro de 1985, respectivamente, porém a Constituinte reverteu essa decisão via Carta Magna.
Cearense de Crato, o agropecuarista e industrial José Wilson Siqueira Campos estreou na política em 1964 como vereador em Colinas do Tocantins chegando a presidir a Câmara Municipal. Membro da ARENA, foi eleito deputado federal por Goiás em 1970, 1974 e primeiro suplente em 1978. Efetivado após a morte de José de Assis, migrou para o PDS com o retorno do pluripartidarismo em 1980. Reeleito em 1982, votou contra a Emenda Dante de Oliveira em 1984 e escolheu Paulo Maluf no Colégio Eleitoral em 1985. Reeleito via PDC em 1986, atuou mais uma vez em favor da criação do Tocantins, causa afinal vitoriosa em 1988, ano em que foi eleito o primeiro governador do novo estado.
O vice-governador é Darci Coelho, advogado vindo da cidade maranhense de Porto Franco e que se formou na Universidade Federal de Goiás em 1965 sendo professor da respectiva instituição. Prestou serviços ao Poder Judiciário como promotor de justiça em Goianésia e juiz de direito em Carmo do Rio Verde, Iporá e Inhumas. Procurador da República no Ministério Público Federal e integrante do Tribunal Regional Eleitoral de Goiás, foi também juiz federal em Goiânia. Membro da Academia Tocantinense de Letras, quando de sua eleição era o presidente estadual do PFL sendo este seu primeiro mandato político.

## Resultado das eleições para governador
Segundo o Tribunal Regional Eleitoral de Goiás e a Assembleia Legislativa do Tocantins foram apurados 262.144 votos nominais (73,09%), 81.052 votos em branco (22,60%) e 15.475 votos nulos (4,31%), resultando no comparecimento de 358.671 eleitores.
| Candidato a governador do estado | Candidato a vice-governador | Número | Coligação                                                     | Votação | Percentual |
| -------------------------------- | --------------------------- | ------ | ------------------------------------------------------------- | ------- | ---------- |
| Siqueira Campos PDC              | Darci Coelho PFL            | 17     | União do Tocantins (PDC, PFL, PTB, PDT, PSDB, PL, PDS, PCdoB) | 163.819 | 62,49%     |
| José Freire PMDB                 | Brito Miranda PMDB          | 15     | PMDB (sem coligação)                                          | 84.926  | 32,40%     |
| Osvaldo de Alencar Rocha PT      | Rose Milhomem PT            | 13     | PT (sem coligação)                                            | 13.399  | 5,11%      |
| Fontes:                          |                             |        |                                                               |         |            |

## Resultado da eleição para senador
Segundo o Tribunal Regional Eleitoral de Goiás e os anais do Senado Federal, foram apurados 652.331 votos nominais.
| Candidatos a senador da República | Candidatos a suplente de senador                                    | Número | Coligação                                                     | Votação | Percentual |
| --------------------------------- | ------------------------------------------------------------------- | ------ | ------------------------------------------------------------- | ------- | ---------- |
| Moisés Abrão PDC                  | José Maurício Batista PDC Joao de Deus Miranda Rodrigues PDC        | 171    | União do Tocantins (PDC, PFL, PTB, PDT, PSDB, PL, PDS, PCdoB) | 130.118 | 19,95%     |
| Carlos Patrocínio PTB             | João Telmo Valduga PTB Oscar Sardinha Filho PTB                     | 141    | União do Tocantins (PDC, PFL, PTB, PDT, PSDB, PL, PDS, PCdoB) | 128.943 | 19,77%     |
| Antônio Luiz Maia PDT             | Aurolino José dos Santos PDT Vanderlan Moreira Santos PDT           | 121    | União do Tocantins (PDC, PFL, PTB, PDT, PSDB, PL, PDS, PCdoB) | 122.541 | 18,78%     |
| Totó Cavalcante PMDB              | Délcio Dalmo Tavares Braga PMDB Antônio Carlos Valadares Veras PMDB | 153    | PMDB (sem coligação)                                          | 88.930  | 13,63%     |
| Hagaús Araújo PMDB                | Antônio Wallace Queiroz Santos PMDB Newton de Oliveira Maia PMDB    | 151    | PMDB (sem coligação)                                          | 84.527  | 12,96%     |
| Derval de Paiva PMDB              | Fernando Moreno Suarte PMDB Décio dos Santos Fagundes PMDB          | 150    | PMDB (sem coligação)                                          | 79.766  | 12,23%     |
| Tereza Ribeiro de Souza PT        | Zildete da Silva Carvalho PT - PT                                   | 133    | PT (sem coligação)                                            | 6.744   | 1,03%      |
| Arlete Francisca Rodrigues PT     | Francisco Vieira da Silva PT - PT                                   | 132    | PT (sem coligação)                                            | 5.488   | 0,84%      |
| Sebastião Luiz Vasconcelos PT     | - PT - PT                                                           | 136    | PT (sem coligação)                                            | 5.274   | 0,81%      |
| Fontes:                           |                                                                     |        |                                                               |         |            |

## Deputados federais eleitos
São relacionados os candidatos eleitos com informações complementares da Câmara dos Deputados.

Representação eleita
  PMDB: 3
  PDC: 2
  PDS: 2
  PSDB: 1

| Número  | Deputados federais eleitos | Partido | Votação | Percentual | Cidade onde nasceu | Unidade federativa |
| 1720    | Eduardo Siqueira Campos    | PDC     | 24.721  | 9,43%      | Campinas           | São Paulo          |
| 1501    | Freire Júnior              | PMDB    | 15.930  | 6,07%      | Goiânia            | Goiás              |
| 1510    | Moisés Avelino             | PMDB    | 15.619  | 5,95%      | Santa Filomena     | Piauí              |
| 1503    | Paulo Sidney               | PMDB    | 14.758  | 5,62%      | Inhumas            | Goiás              |
| 1110    | Ary Valadão                | PDS     | 11.486  | 4,38%      | Anicuns            | Goiás              |
| 1717    | Leomar Quintanilha         | PDC     | 9.778   | 3,73%      | Goiânia            | Goiás              |
| 1111    | Paulo Mourão               | PDS     | 9.556   | 3,64%      | Cristalândia       | Tocantins          |
| 4545    | Edmundo Galdino            | PSDB    | 9.444   | 3,60%      | Araguaína          | Tocantins          |
| Fontes: |                            |         |         |            |                    |                    |

## Deputados estaduais eleitos
Estavam em jogo 24 cadeiras na Assembleia Legislativa do Tocantins.

Representação eleita
  PDC: 9
  PMDB: 9
  PFL: 4
  PDS: 2

| Número  | Deputados estaduais eleitos | Partido | Votação | Percentual | Cidade onde nasceu      | Unidade federativa |
| 17122   | Raimundo Boi                | PDC     | 7.025   | 1,95%      | Miracema do Tocantins   | Tocantins          |
| 17178   | Everaldo Barros             | PDC     | 4.552   | 1,26%      | Grajaú                  | Maranhão           |
| 17126   | Paulino Bertoldo Martins    | PDC     | 4.423   | 1,23%      | Guaraí                  | Tocantins          |
| 15106   | Merval Pimenta              | PMDB    | 4.407   | 1,22%      | Ponte Alta do Tocantins | Tocantins          |
| 25112   | Raul Filho                  | PFL     | 4.375   | 1,21%      | Gilbués                 | Piauí              |
| 17129   | Francisco de Assis Sales    | PDC     | 4.366   | 1,21%      | Balsas                  | Maranhão           |
| 15121   | Gerivaldo Aires Negre       | PMDB    | 4.008   | 1,11%      | Natividade              | Tocantins          |
| 15122   | Joaquim Balduíno            | PMDB    | 3.915   | 1,09%      | Arraias                 | Tocantins          |
| 17131   | Luiz Tolentino              | PDC     | 3.885   | 1,08%      | Araguatins              | Tocantins          |
| 17133   | Lindolfo Campelo da Luz     | PDC     | 3.802   | 1,06%      | Filadélfia              | Tocantins          |
| 17117   | Antônio Jorge Godinho       | PDC     | 3.784   | 1,05%      | Taguatinga              | Tocantins          |
| 15118   | Izidório Oliveira           | PMDB    | 3.718   | 1,03%      | Taguatinga              | Tocantins          |
| 25105   | João Renildo de Queiroz     | PFL     | 3.698   | 1,03%      | Araguatins              | Tocantins          |
| 15113   | Nezinho Alencar             | PMDB    | 3.685   | 1,02%      | Filadélfia              | Tocantins          |
| 15112   | Pedro Braga Luz             | PMDB    | 3.632   | 1,01%      | Araguaína               | Tocantins          |
| 15104   | Iron Marques                | PMDB    | 3.533   | 0,98%      | Miracema do Tocantins   | Tocantins          |
| 15127   | Baylon Pedreira             | PMDB    | 3.523   | 0,98%      | Silvanópolis            | Tocantins          |
| 15103   | Uiatan Cavalcante           | PMDB    | 3.313   | 0,92%      | Porto Nacional          | Tocantins          |
| 17113   | Jurandi Oliveira Souza      | PDC     | 2.753   | 0,76%      | Pedro Afonso            | Tocantins          |
| 17127   | Joaquim Machado Filho       | PDC     | 2.738   | 0,76%      | Goiânia                 | Goiás              |
| 11112   | Carlos Barcelos             | PDS     | 2.733   | 0,76%      | Tocantinópolis          | Tocantins          |
| 25104   | Mascarenhas de Moraes       | PFL     | 2.670   | 0,74%      | Pires do Rio            | Goiás              |
| 25113   | Vicente Confessor           | PFL     | 2.621   | 0,73%      | Aurora do Tocantins     | Tocantins          |
| 11110   | Jesus Torres                | PDS     | 2.530   | 0,70%      | Paraíso do Tocantins    | Tocantins          |
| Fontes: |                             |         |         |            |                         |                    |

## Eleições municipais
No mesmo dia das eleições estaduais, o novo estado do Tocantins elegeu 63 prefeitos e 581 vereadores e em 16 de abril de 1989 houve eleições municipais no recriado município de Pequizeiro e em dezessete municípios recém-instalados.